# Norges
Norges – rzeka we Francji, przepływająca przez teren departamentu Côte-d’Or, o długości 33,6 km. Stanowi prawy dopływ rzeki Tille.

## Geografia
La Norges ma źródło na wysokości 265 m n.p.m. w Norges-la-Ville. Uchodzi do Tille (jako prawy dopływ) na wysokości 195 m n.p.m. w Pluvault. Rzeka ma długość 33,6 km.

## Gminy nad Norges
- Norges-la-Ville
- Bretigny
- Clénay
- Saint-Julien
- Arceau
- Orgeux
- Varois-et-Chaignot
- Couternon
- Quetigny
- Chevigny-Saint-Sauveur
- Magny-sur-Tille
- Izier
- Genlis
- Pluvault

## Dopływy
- Flacière (lewy) – o długości 7,1 km
- Ruisseau du Bas-Mont (prawy) – o długości 8 km
- Rivière Neuve (lewy) – o długości 19,6 km
- Champaison (prawy) – o długości 6,9 km
- Gourmerault (lewy) – o długości 12,4 km
- Creux Jacques (lewy) – o długości 2,9 km